# Église Saint-Pierre-aux-Liens de Labeaume
Pour les articles homonymes, voir Église Saint-Pierre-aux-liens.
L'église Saint-Pierre-aux-liens de Labeaume est une église catholique française située à Labeaume, dans le département de l'Ardèche.

## Histoire
La date de construction de l'église n'est pas connue.
Le premier document connu date de 1262, il s'agit d'un legs au chapelain.
Une pierre gravée comprenant un texte en latin, datant de 1340 se situe à proximité de l'église.
Des comptes rendus de visite datés de 1675 et 1714, mentionnent les dimensions du chœur de l'église ; (14 pas de long, 5 de large)
L'église a été agrandie au XIXe siècle.

## Description

### Pierre gravée
L'inscription commence par « ANNO DNI M CCC XXXX ET DIE DFCIMA V MENSIS NOVE MBRIS FECIT COMPONERE DNS RAYMONDUS BAUSERTI ISTUD ALTA », qui donne la date (MCCCXXXX, càd MCCCXL, ou 1340) et le nom du commanditaire (Raymond de Bausert).

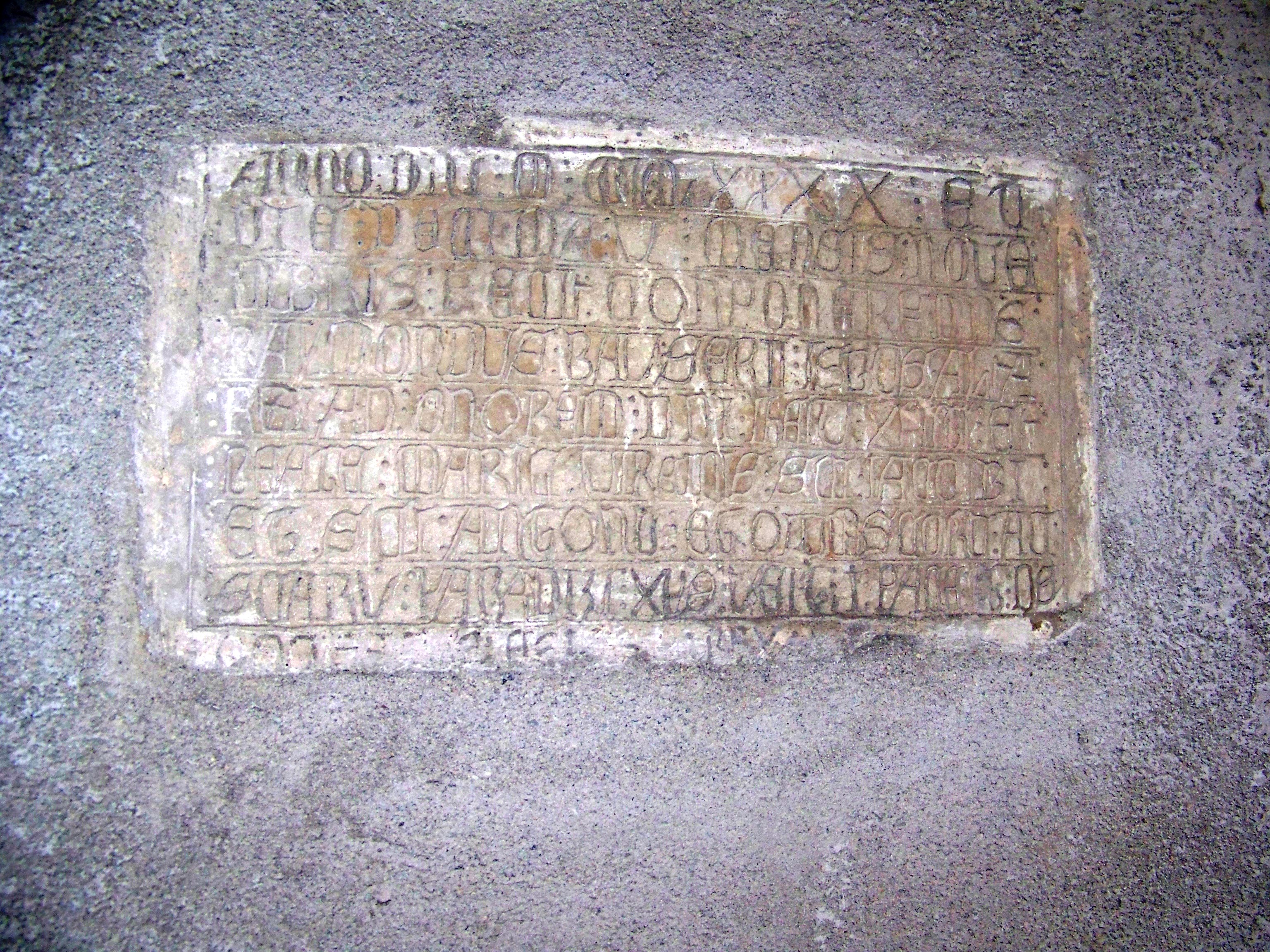
Pierre scellée dans le mur de la nef.

### Tableaux

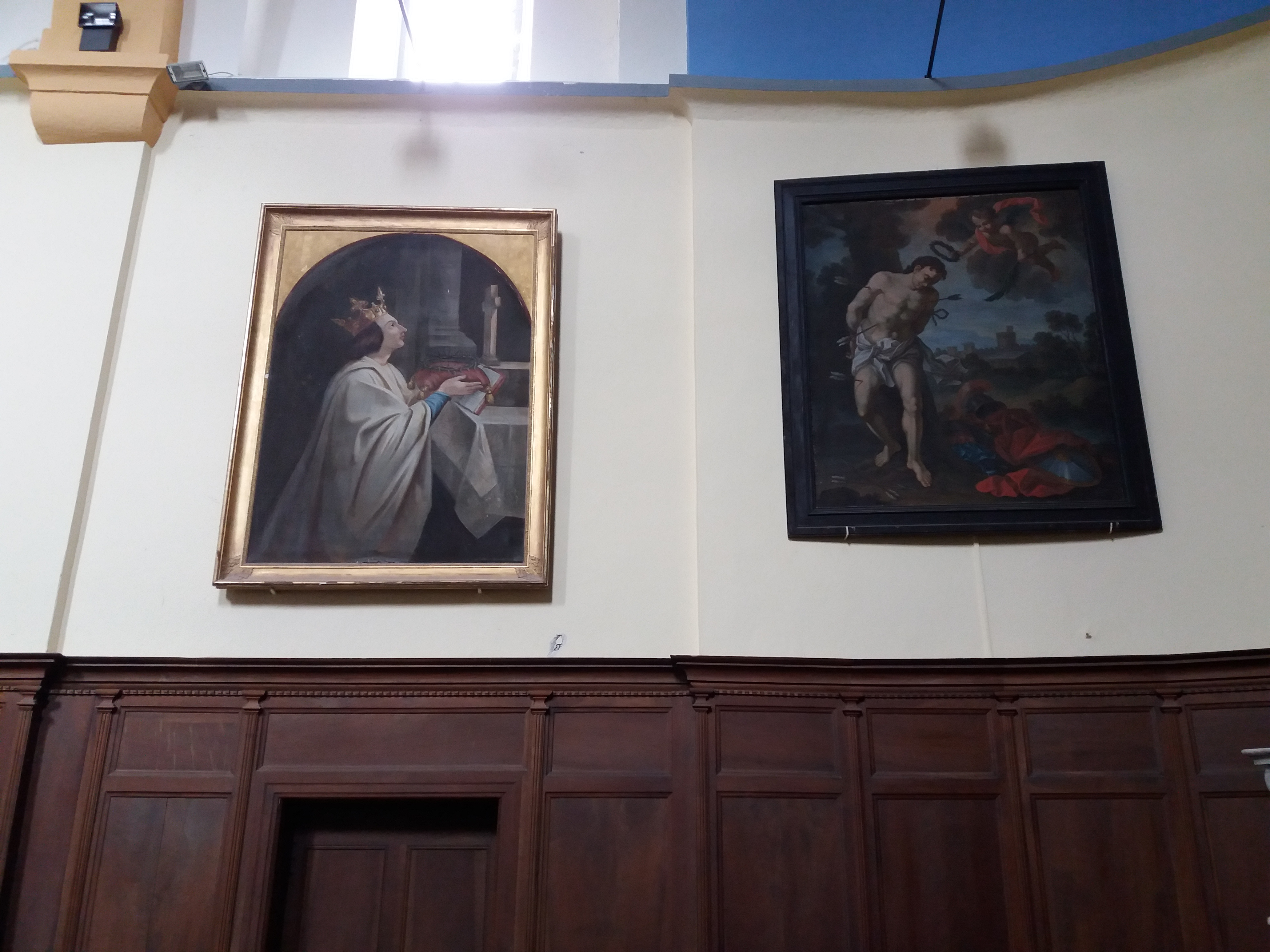
Saint Louis et saint Sébastien.
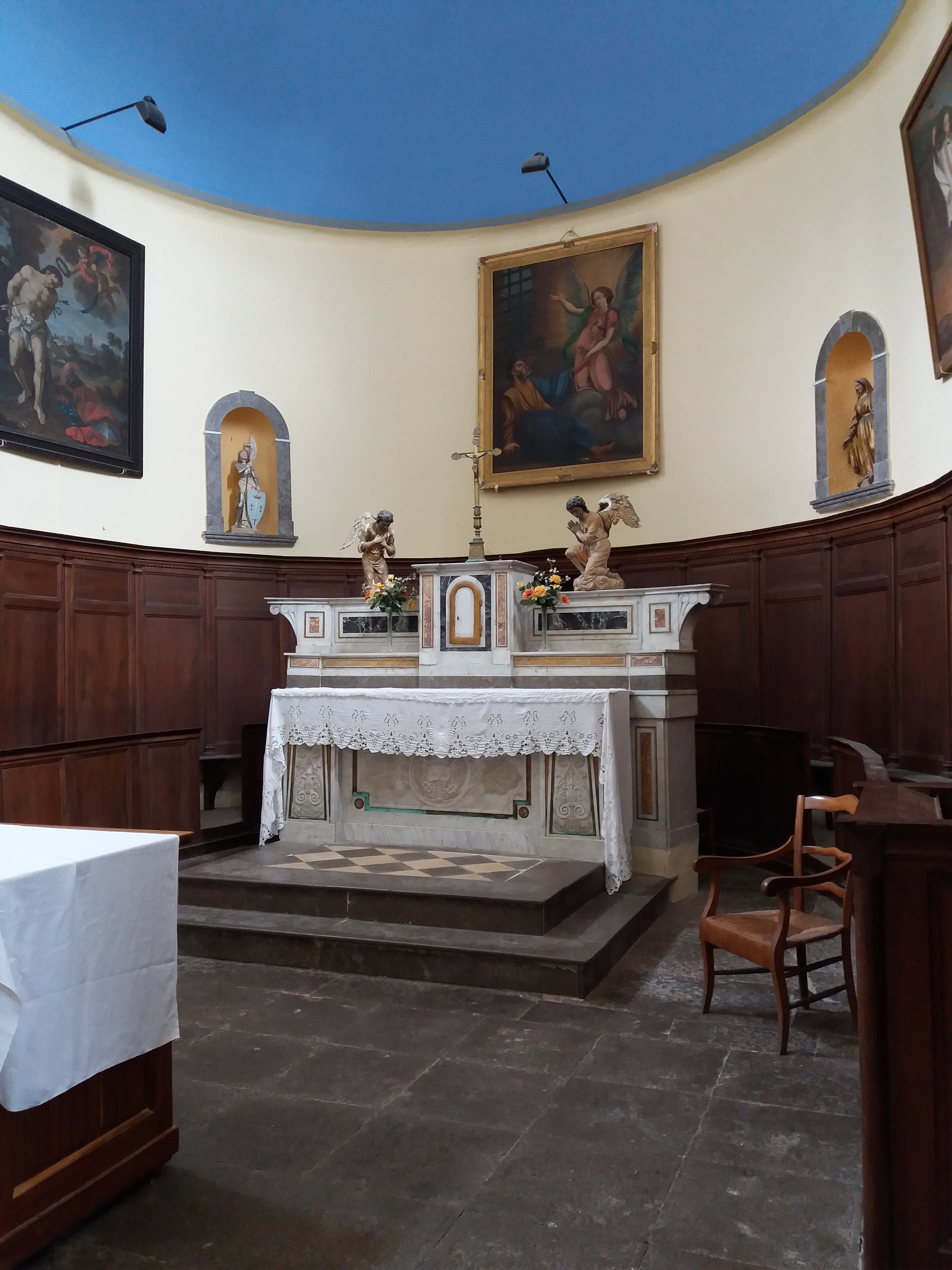
Autel.
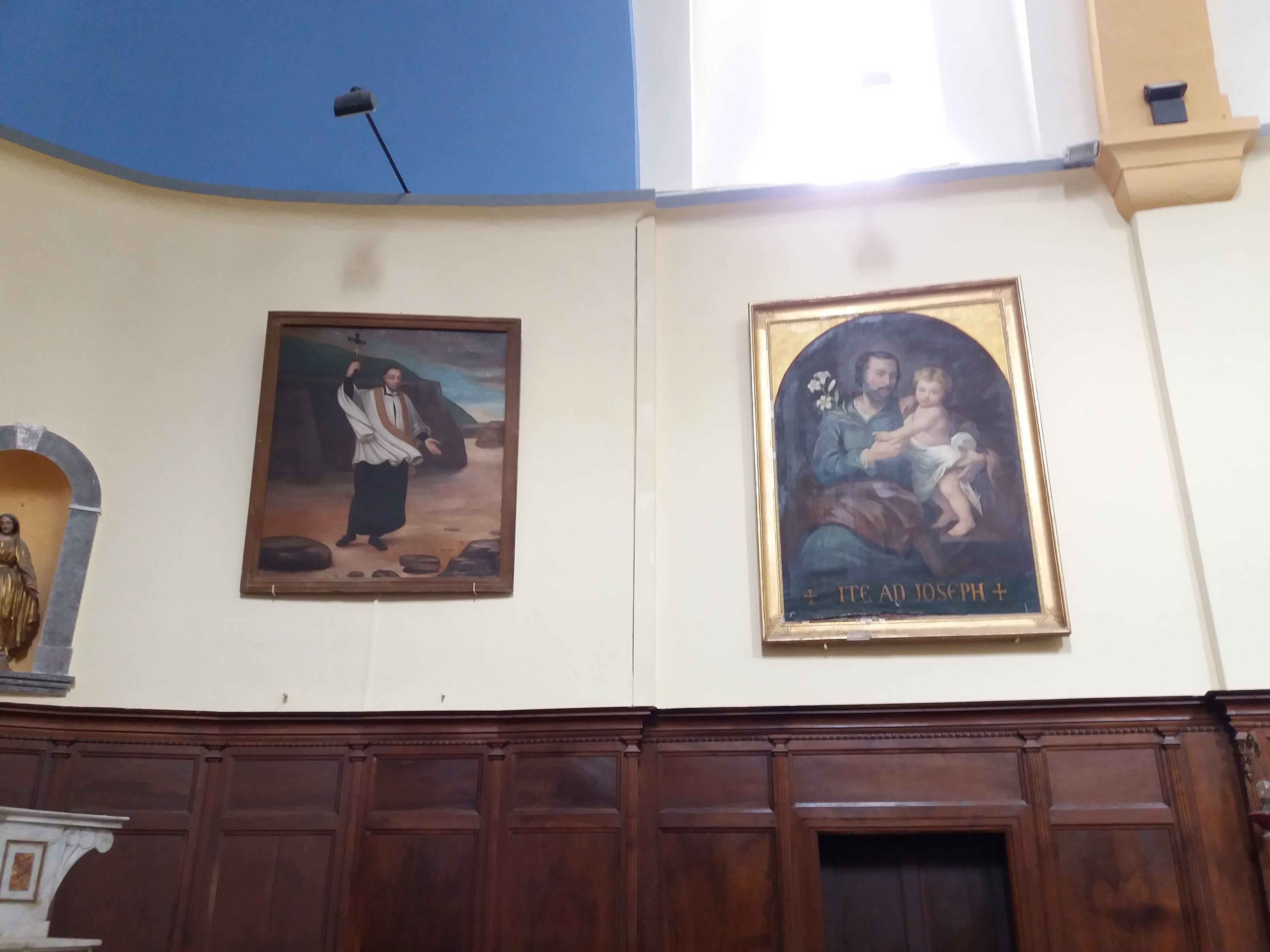
Saint Régis et saint Joseph.

Autour du chœurs sont exposées cinq huiles sur toile. Deux d'entre elles, Saint Louis et Saint Sébastien, sont inscrites à l'inventaire supplémentaire des monuments historiques.
En dehors du Saint Sébastien, signé et daté « Bourgeois 1818 », les tableaux sont anonymes et probablement réalisés au XIXe siècle.
Le « Saint Louis offrant la couronne d'épines » mesure 1,80 × 1,30 m et symbolise Louis IX déposant la Sainte Couronne dans la Sainte-Chapelle : sa couronne royale est ornée de fleurs de lys et il dépose la couronne sur un autel dont le livre ouvert représente la prière.
Le « Saint Joseph » mesure 1,80 × 1,30 m et représente Joseph tenant l'enfant Jésus debout sur une planche de bois. Il a les mêmes dimensions et le même cintrage que le tableau de Saint Louis.
Le « Saint Sébastien », signé Bourgeois, n'a pas de chassis et mesure 1,75 × 1,46 m. Il représente le martyre de saint Sébastien. Sébastien est invoqué contre les épidémies de peste et a été honoré très longtemps à Labeaume.
Le « Saint Pierre-aux-Liens délivré par l'archange Gabriel », saint patron de l'église, mesure 1,95 × 1,48 m. Il n'a pas de chassis : il est accroché à un cadre doré. Saint Pierre est enchaîné dans une prison, un archange vient le libérer.
Le « Saint Régis » mesure 1,50 × 1,38 m et représente la traversée du désert de Jean-François Régis. Il n'a pas de chassis.

### Statues

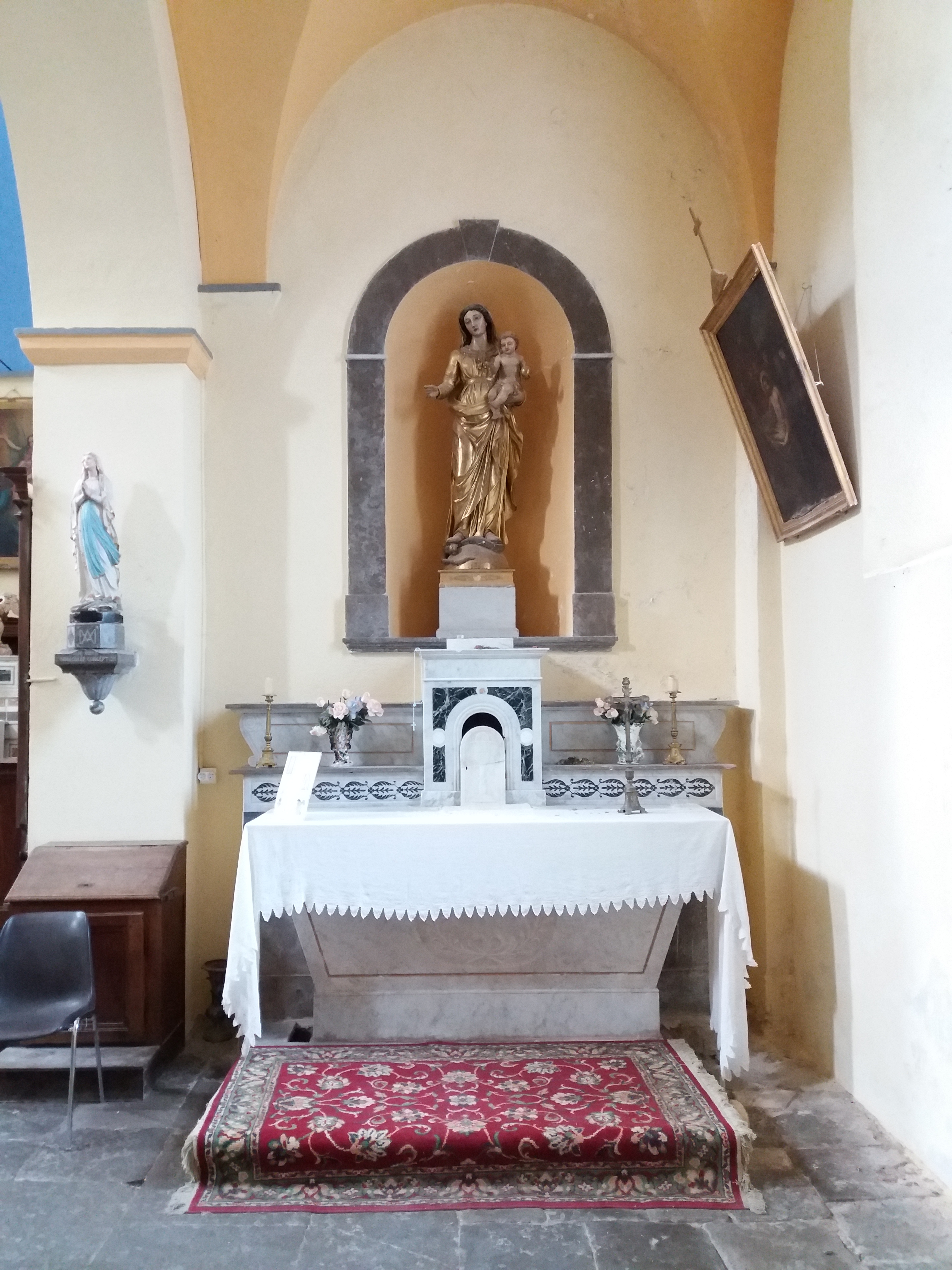
Notre-Dame (1825).

La statue sur l'autel de la nef droite représente Notre Dame et date de 1825. La petite statue sur le socle en pierre du mur a été offerte par la famille Chazalay en 1892.
L'église présente une dizaine de statues dont six en plâtre.